# Emoia boettgeri
Emoia boettgeri är en ödleart som beskrevs av  Richard Sternfeld 1918. Emoia boettgeri ingår i släktet Emoia och familjen skinkar. IUCN kategoriserar arten globalt som starkt hotad. Inga underarter finns listade i Catalogue of Life.